# Thyrocopa minor
Thyrocopa minor là một loài bướm đêm thuộc họ Oecophoridae. Nó là loài đặc hữu của Molokai. It is possibly extinct.
Chiều dài cánh trước khoảng 9 mm. Con trưởng thành bay vào tháng 6.